# Adolf Closs
Pour les articles homonymes, voir Closs.
Adolf Georg Closs, né le 14 novembre 1840 à Stuttgart où il est mort le 2 février 1894, est un relieur et graveur sur bois allemand. 

## Biographie
Frère jumeau du peintre Gustav Paul Closs (en), il est à l'origine de reliures très recherchées des collectionneurs,.
Il est le père de l'illustrateur Gustav Adolf Closs. 
Jules Verne le mentionne alors qu'il était encore un jeune relieur peu connu au chapitre II de son roman Voyage au centre de la Terre.